# World Games 2025/Cheerleading
Bei den World Games 2025 in Chengdu wurde vom 15. bis 16. August ein Wettbewerb im Cheerleading ausgetragen. Dabei handelte es sich um einen Mixed-Wettkampf im Pom Doubles. Austragungsort war die Dong’an Lake Sports Park Arena.

## Bilanz

### Medaillenspiegel
| Platz  | Land               | Gold | Silber | Bronze | Gesamt |
| ------ | ------------------ | ---- | ------ | ------ | ------ |
| 1      | Vereinigte Staaten | 1    | —      | —      | 1      |
| 2      | Ecuador            | —    | 1      | —      | 1      |
| 3      | Australien         | —    | —      | 1      | 1      |
| Gesamt | Gesamt             | 1    | 1      | 1      | 3      |

### Medaillengewinner
| Disziplin         | Gold                                | Silber                                | Bronze                                  |
| ----------------- | ----------------------------------- | ------------------------------------- | --------------------------------------- |
| Pom Doubles Mixed | Sydney Martin / Allison Hoeft (USA) | Jennifer García / Fabiana Vélez (ECU) | Shayla Myerscough / Emily Growdon (AUS) |